# پتس (ناحیه دوماژلیتسه)
پتس (به چکی: Pec) یک منطقهٔ مسکونی در جمهوری چک است که در ناحیه دوماژلیتسه واقع شده‌است. پتس ۲۴۶ نفر جمعیت دارد.ریشه نام این روستا فرانسوی بوده و به این فرضیه قوت میبخشد که ساکنین ابتدایی پتس فرانسوی الاصل بوده‌اند.